# Kevin Trapp
Pour les articles homonymes, voir Trapp (homonymie).
Kevin Trapp (prononcé en allemand : [ˈkɛvɪn ˈtʁap]), né le 8 juillet 1990 à Merzig en Allemagne de l'Ouest, est un footballeur international allemand qui évolue au poste de gardien de but au Paris FC.

## Biographie

### Enfance et formation (1990-2005)
Kevin Trapp naît à Merzig le 8 juillet 1990, jour de la finale de la Coupe du monde 1990, qui voit l'Allemagne de l'Ouest s'imposer face à l'Argentine.

### Carrière en club

#### Révélation à Kaiserslautern (2005-2012)

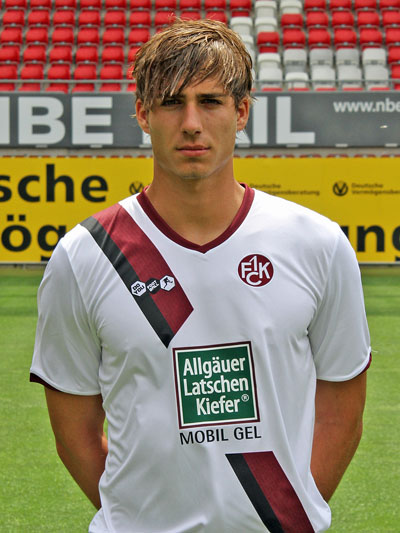
Kevin Trapp sous les couleurs de son club formateur, le FC Kaiserslautern.

Formé au FC Kaiserslautern qu'il a rejoint à l'âge de 15 ans, Kevin intègre le groupe professionnel en 2008 et dispute son premier match le 9 août 2008 en coupe d'Allemagne face au FC Carl Zeiss Iéna.
En 2008, il devient troisième gardien derrière l'Américain Luis Robles et Tobias Sippel. Après le départ de Robles en 2009, il devient la doublure de Sippel en concurrence avec l'Autrichien Marco Knaller.  
Kevin Trapp fait ses premiers pas en championnat lors de la saison de Bundesliga 2010-2011. Il en profite pour prendre le dessus sur Sippel et devient titulaire pour la saison suivante 2011-2012.
Mi-mars une blessure l'éloigne des terrains jusqu'à la fin de la saison ce qui coïncide avec la baisse de forme de son club qui est relégué en Bundesliga 2 la saison suivante. Avec de très bonnes prestations dans les cages du FC Kaiserslautern de nombreux clubs s'intéressent à lui comme le Bayern Munich, Schalke 04 ou le Hambourg SV mais il décide de finalement rejoindre le promu de l'Eintracht Francfort afin d'avoir plus de chances de jouer et de, pourquoi pas, réaliser son rêve de jouer un jour pour la Nationalmannschaft.'

#### Confirmation à l'Eintracht Francfort (2012-2015)
Il rejoint donc lors de l'été 2012 l'Eintracht Francfort pour 1,5 million d'euros[réf. souhaitée] ou il est en concurrence avec l'expérimenté Oka Nikolov.
Lors des matchs amicaux de pré-saison il convainc son entraîneur Armin Veh par ses performances et il commence la saison comme titulaire. Pour son premier match il est expulsé dès la 15e minute d'un match de coupe contre le FC Erzgebirge Aue et son club s'incline trois buts à zéro.
Malgré cet incident, il reste le premier choix dans la tête de son entraîneur pour entamer la saison de Bundesliga. Il réalise de très bonnes prestations lors des premiers matchs et est élu troisième du mois d'août, deuxième du mois de septembre et meilleur gardien du mois d'octobre. Grâce à ses parades, son club échappe à de nombreuses défaites comme lors des matchs contre le Bayer Leverkusen, Hanovre 96 ou encore face au SpVgg Greuther Fürth et c'est ainsi que l'on retrouve l'Eintracht deuxième au classement au bout de 10 journées juste derrière le Bayern Munich.
Finalement, Kevin Trapp et l'Eintracht Francfort terminent l'exercice 2012-2013 à la 6e place du classement, synonyme de qualification pour la prochaine Ligue Europa.
La deuxième saison est un peu moins bonne, Trapp et l'Eintracht terminent à la 13e place du championnat et sont éliminés par le FC Porto en huitièmes de finale de la Ligue Europa.
À l'aube de la saison 2014-2015, Trapp est nommé par le nouvel entraîneur Thomas Schaaf capitaine de l'équipe. Il se blesse lors de la 5e journée de championnat contre le FSV Mayence. Après la trêve hivernale, il fait son retour lors de la 18e journée de championnat face au SC Fribourg.
Le 2 février 2015, Trapp prolonge son contrat avec l'Eintracht Francfort jusqu'en juin 2019.
Le 8 février 2015, il dispute son 100e match de Bundesliga face au FC Augsbourg.

#### Paris Saint-Germain (2015-2018)

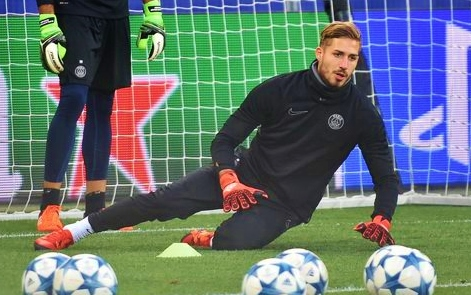
Kevin Trapp à l’échauffement avant le match de Ligue des champions face au Chakhtar Donetsk en septembre 2015.

Le jour de son 25e anniversaire, il s'engage avec le Paris Saint-Germain pour une durée de 5 ans, jusqu'en juin 2020, pour la somme de 9,5 millions d'euros.
Il dispute son premier match avec le Paris Saint Germain lors du Trophée des champions 2015 contre l'Olympique lyonnais. Le Paris Saint-Germain s'impose deux buts à zéro et Kevin Trapp remporte ainsi le premier trophée de sa carrière. Malgré la forte concurrence qui l'oppose à Salvatore Sirigu, il commence la saison comme titulaire et s'impose comme gardien numéro 1 dans l'esprit de son entraîneur Laurent Blanc.
Il n'encaisse aucun but lors de ses cinq premiers matchs, mais le 11 septembre contre Bordeaux, il est directement responsable d'un des deux buts encaissés par son équipe, qui concède le match nul.
Le 4 octobre 2015, il répond aux critiques en sortant un pénalty décisif face à Abdelaziz Barrada lors du match PSG-OM afin de préserver le 2-1 en faveur des Parisiens. Il est même élu "homme du match" par ses supporters lors de ce Classique.
Le 15 décembre 2015, il fait partie de l'équipe type pour la phase de poules de la Ligue des champions. Sur la totalité de la phase de poules, il n'encaisse qu'un seul but, face au Real Madrid (défaite 1-0).
Il participe à la totalité des matchs de Ligue des champions. Lors du huitième de finale aller de Ligue des champions contre Chelsea, il réalise un arrêt déterminant face à Diego Costa. Lors du match retour à Stamford Bridge, il empêche, grâce à une double parade, de relancer les Blues en repoussant le but du 2 à 1.  
Il est, pour sa première saison au PSG, titré champion de France de Ligue 1 après une victoire neuf à zéro contre l'ES Troyes AC lors de la 30e journée. Trapp ne joue pas les matchs de coupes (Coupe de France et Coupe de la Ligue), c'est Salvatore Sirigu qui prend place dans les buts.
Le numéro de maillot 1 lui est attribué à partir du 12 juillet 2016 tandis qu'Alphonse Areola récupère le 16. Après avoir été titulaire lors des premiers matchs de la saison, Aréola lui est préféré à partir de septembre, et jusqu'à la trêve hivernale. L'Allemand garde les cages jusqu'à la fin de saison. Le 8 mars 2017, il encaisse six buts lors de la "remontada" du FC Barcelone lors des huitièmes de finale retours de la Ligue des champions.
En 2017-2018, Trapp redevient la doublure d'Aréola. Unai Emery le titularise essentiellement lors des matchs de coupes nationales.

#### Retour à Francfort et sacre européen (2018-2025)
Le changement d'entraineur en 2018-2019 et l'arrivée de Thomas Tuchel ne change pas la situation de l'Allemand qui recule même d'un rang dans la hiérarchie des gardiens, après la signature de Gianluigi Buffon auquel il abandonne même son numéro 1. Le 31 août 2018, lors du dernier jour du mercato, il est prêté à son ancien club de Francfort. Le 20 septembre il revient en France pour un déplacement au stade Vélodrome en Ligue Europa (victoire 1-2). 
Rapidement, il convainc les dirigeants du club allemand, qui évoquent leur souhait de le garder . En novembre 2018, le joueur déclare lui-même qu'il ne serait pas contre le fait de rester à Francfort. Avec son club, il atteint les demi-finales de la Ligue Europa face à Chelsea. Au cours du match retour à Stamford Bridge, il arrête une frappe de César Azpilicueta lors de la séance de tirs au but.
À son retour de prêt, le gardien est toujours barré dans la capitale par Alphonse Areola, alors qu'il ne lui reste plus qu'un an de contrat. Le 7 août 2019, il est définitivement transféré à Francfort pour une somme avoisinant les 10 millions d'euros. Il se blesse en septembre 2019 contre l'Union Berlin et doit déclarer forfait pour le reste de l'année. En mars 2020, le pays est frappé par la pandémie de Covid-19, ce qui permet un temps de remise en forme pour le gardien, qui s'engage pour des causes de solidarité.
Alors que son club termine la saison de Bundesliga à la 11e place à la suite d'un match nul contre l'équipe du FSV Mainz 05, Kevin Trapp s'illustre par des performances de haut niveau lors de la Ligue Europa 2021-2022 , en réalisant notamment de nombreux arrêts face au FC Barcelone le 14 avril 2022 qui ont permis à l'Eintracht Francfort de se qualifier sur le score de 4-3 au cumul des deux matchs. En demi-finale, Francfort élimine West Ham United, match au cours duquel Trapp recroise Areola, son ancien concurrent à Paris. En finale, Trapp s'illustre face aux Rangers FC en réalisant de nombreux arrêts importants, et notamment un du pied à la 118e minute face à Ryan Kent. Après une séance de tirs au but victorieuse (5-4), le club remporte la compétition.
À l'été 2022, courtisé par Manchester United, le gardien allemand décide de rester à Francfort.

#### Paris FC (depuis 2025)
Le 19 août 2025, Trapp s’engage trois ans au Paris FC en provenance de l'Eintracht Francfort. 

### Équipe d'Allemagne
Il participe à la Coupe du monde des moins de 17 ans 2007 mais ne prend part à aucune rencontre, le gardien titulaire étant Fabian Giefer.
Le 7 septembre 2010, il dispute son premier match avec l'Équipe d'Allemagne espoirs contre l'Irlande du Nord.
Le 6 novembre 2015, il est appelé par Joachim Löw en équipe A pour affronter la France et les Pays-Bas, mais n'entre pas en jeu.
Le 6 juin 2017, il dispute son premier match avec l'équipe A face au Danemark. 
Il fera également partie de l'effectif allemand lors de la Coupe des confédérations 2017, mais ne joue aucun match. Cela n'empêche pas son équipe de remporter le tournoi en battant le Chili un but à zéro.
Le 10 novembre 2017, il est titulaire face à l'équipe de France alors qu'Alphonse Areola, titulaire en club, est remplaçant sur le banc adverse. 
Le 27 mars 2018, Kevin Trapp sera à nouveau titulaire lors du match de préparation pour la Coupe du monde face au Brésil (défaite 1-0), alors que son concurrent pour participer au Mondial, Bernd Leno, est sur le banc.
Le 4 juin 2018, il est conservé dans la liste des 23 Allemands sélectionnés pour la Coupe du monde 2018 alors que Joachim Löw avait pris quatre gardiens dans sa pré-liste. Il est, pour le tournoi, troisième dans la hiérarchie des gardiens, derrière Manuel Neuer et Marc-André ter Stegen. Trapp ne joue pas durant ce Mondial.
Le 10 novembre 2022, il est sélectionné par Hansi Flick pour participer à la Coupe du monde 2022.

## Statistiques
| Saison                | Club                       | Championnat           | Championnat | Championnat | Coupe nationale | Coupe nationale | Coupe de la Ligue | Coupe de la Ligue | Supercoupe | Supercoupe | Compétition(s) continentale(s) | Compétition(s) continentale(s) | Compétition(s) continentale(s) | Supercoupe UEFA | Supercoupe UEFA | Total | Total |
| Saison                | Club                       | Division              | M.          | B.          | M.              | B.              | M.                | B.                | M.         | B.         | Comp.                          | M.                             | B.                             | M.              | B.              | M.    | B.    |
| 2008-2009             | FC Kaiserslautern          | 2. Bundesliga         | -           | -           | 1               | 0               | -                 | -                 | -          | -          | -                              | -                              | -                              | -               | -               | 1     | 0     |
| 2009-2010             | FC Kaiserslautern          | 2. Bundesliga         | -           | -           | 1               | 0               | -                 | -                 | -          | -          | -                              | -                              | -                              | -               | -               | 1     | 0     |
| 2010-2011             | FC Kaiserslautern          | Bundesliga            | 9           | 0           | -               | -               | -                 | -                 | -          | -          | -                              | -                              | -                              | -               | -               | 9     | 0     |
| 2011-2012             | FC Kaiserslautern          | Bundesliga            | 23          | 0           | 3               | 0               | -                 | -                 | -          | -          | -                              | -                              | -                              | -               | -               | 26    | 0     |
| Sous-total            | Sous-total                 | Sous-total            | 32          | 0           | 5               | 0               | -                 | -                 | -          | -          | -                              | -                              | -                              | -               | -               | 37    | 0     |
| 2012-2013             | Eintracht Francfort        | Bundesliga            | 26          | 0           | 1               | 0               | -                 | -                 | -          | -          | -                              | -                              | -                              | -               | -               | 27    | 0     |
| 2013-2014             | Eintracht Francfort        | Bundesliga            | 34          | 0           | 3               | 0               | -                 | -                 | -          | -          | C3                             | 9                              | 0                              | -               | -               | 46    | 0     |
| 2014-2015             | Eintracht Francfort        | Bundesliga            | 22          | 0           | 1               | 0               | -                 | -                 | -          | -          | -                              | -                              | -                              | -               | -               | 23    | 0     |
| Sous-total            | Sous-total                 | Sous-total            | 82          | 0           | 5               | 0               | -                 | -                 | -          | -          | -                              | 9                              | 0                              | -               | -               | 96    | 0     |
| 2015-2016             | Paris Saint-Germain        | Ligue 1               | 35          | 0           | -               | -               | -                 | -                 | 1          | 0          | C1                             | 10                             | 0                              | -               | -               | 46    | 0     |
| 2016-2017             | Paris Saint-Germain        | Ligue 1               | 24          | 0           | 1               | 0               | 3                 | 0                 | 1          | 0          | C1                             | 2                              | 0                              | -               | -               | 31    | 0     |
| 2017-2018             | Paris Saint-Germain        | Ligue 1               | 4           | 0           | 6               | 0               | 4                 | 0                 | -          | -          | C1                             | -                              | -                              | -               | -               | 14    | 0     |
| Sous-total            | Sous-total                 | Sous-total            | 63          | 0           | 7               | 0               | 7                 | 0                 | 2          | 0          | -                              | 12                             | 0                              | -               | -               | 91    | 0     |
| 2018-2019             | Eintracht Francfort (prêt) | Bundesliga            | 33          | 0           | -               | -               | -                 | -                 | -          | -          | C3                             | 12                             | 0                              | -               | -               | 45    | 0     |
| 2019-2020             | Eintracht Francfort        | Bundesliga            | 22          | 0           | 4               | 0               | -                 | -                 | -          | -          | C3                             | 8                              | 0                              | -               | -               | 34    | 0     |
| 2020-2021             | Eintracht Francfort        | Bundesliga            | 33          | 0           | 2               | 0               | -                 | -                 | -          | -          | -                              | -                              | -                              | -               | -               | 35    | 0     |
| 2021-2022             | Eintracht Francfort        | Bundesliga            | 32          | 0           | 1               | 0               | -                 | -                 | -          | -          | C3                             | 13                             | 0                              | -               | -               | 46    | 0     |
| 2022-2023             | Eintracht Francfort        | Bundesliga            | 33          | 0           | 6               | 0               | -                 | -                 | -          | -          | C1                             | 8                              | 0                              | 1               | 0               | 48    | 0     |
| 2023-2024             | Eintracht Francfort        | Bundesliga            | 32          | 0           | 2               | 0               | -                 | -                 | -          | -          | C4                             | 9                              | 0                              | -               | -               | 43    | 0     |
| 2024-2025             | Eintracht Francfort        | Bundesliga            | 26          | 0           | 3               | 0               | -                 | -                 | -          | -          | C3                             | 7                              | 0                              | -               | -               | 36    | 0     |
| Sous-total            | Sous-total                 | Sous-total            | 211         | 0           | 18              | 0               | -                 | -                 | -          | -          | -                              | 57                             | 0                              | 1               | 0               | 287   | 0     |
| Total sur la carrière | Total sur la carrière      | Total sur la carrière | 388         | 0           | 35              | 0               | 7                 | 0                 | 2          | 0          | -                              | 78                             | 0                              | 1               | 0               | 511   | 0     |

### En sélection nationale
| Saison                | Sélection             | Phases finales                | Phases finales | Phases finales | Éliminatoires | Éliminatoires | Ligue Nations | Ligue Nations | Matchs amicaux | Matchs amicaux | Total | Total |
| Saison                | Sélection             | Compétition                   | M              | B              | M             | B             | M             | B             | M              | B              | M     | B     |
| --------------------- | --------------------- | ----------------------------- | -------------- | -------------- | ------------- | ------------- | ------------- | ------------- | -------------- | -------------- | ----- | ----- |
| 2016-2017             | Allemagne             | Coupe des confédérations 2017 | 0              | 0              | -             | -             | -             | -             | 1              | 0              | 1     | 0     |
| 2017-2018             | Allemagne             | Coupe du monde 2018           | 0              | 0              | -             | -             | -             | -             | 2              | 0              | 2     | 0     |
| 2020-2021             | Allemagne             | Euro 2020                     | 0              | 0              | -             | -             | 1             | 0             | 1              | 0              | 2     | 0     |
| 2021-2022             | Allemagne             | -                             | -              | -              | 1             | 0             | -             | -             | -              | -              | 1     | 0     |
| 2022-2023             | Allemagne             | Coupe du monde 2022           | 0              | 0              | -             | -             | -             | -             | 1              | 0              | 1     | 0     |
| 2023-2024             | Allemagne             | -                             | -              | -              | -             | -             | -             | -             | 2              | 0              | 2     | 0     |
| Sous-total            | Sous-total            | Sous-total                    | 0              | 0              | 1             | 0             | 1             | 0             | 7              | 0              | 9     | 0     |
| Total sur la carrière | Total sur la carrière | Total sur la carrière         | 0              | 0              | 1             | 0             | 1             | 0             | 7              | 0              | 9     | 0     |

## Palmarès

### En club
| Allemagne (1)                                   | Paris Saint-Germain FC (11) | Eintracht Francfort (1)                                                                                                  |
| ----------------------------------------------- | --- | --- |
| - Coupe des confédérations : - Vainqueur : 2017 | - Championnat de France (2) : - Champion : 2016 et 2018 - Vice-champion : 2017 - Coupe de France (2) : - Vainqueur : 2017 et 2018 - Coupe de la Ligue (2) : - Vainqueur : 2017 et 2018 - Trophée des champions (5) : - Vainqueur : 2015, 2016, 2017, 2018, 2019 | - Ligue Europa : - Vainqueur : 2022 - Supercoupe de l'UEFA : - Finaliste : 2022 - Coupe d'Allemagne : - Finaliste : 2023 |

### En sélection
- Allemagne -17 ans
  - Coupe du monde : Troisième en 2007

### Distinctions individuelles
- Nommé pour le Trophée UNFP du meilleur gardien de Ligue 1 en 2016 et 2017.

## Vie privée
Kevin Trapp a été en couple avec Esther Sedlaczek (de), présentatrice de télévision allemande. Depuis le 5 octobre 2015, il est en couple avec le mannequin brésilien Izabel Goulart. Ils se sont fiancés le 5 juillet 2018. 
Il possède également sa propre marque de vêtement, KT01.